# Deoteria

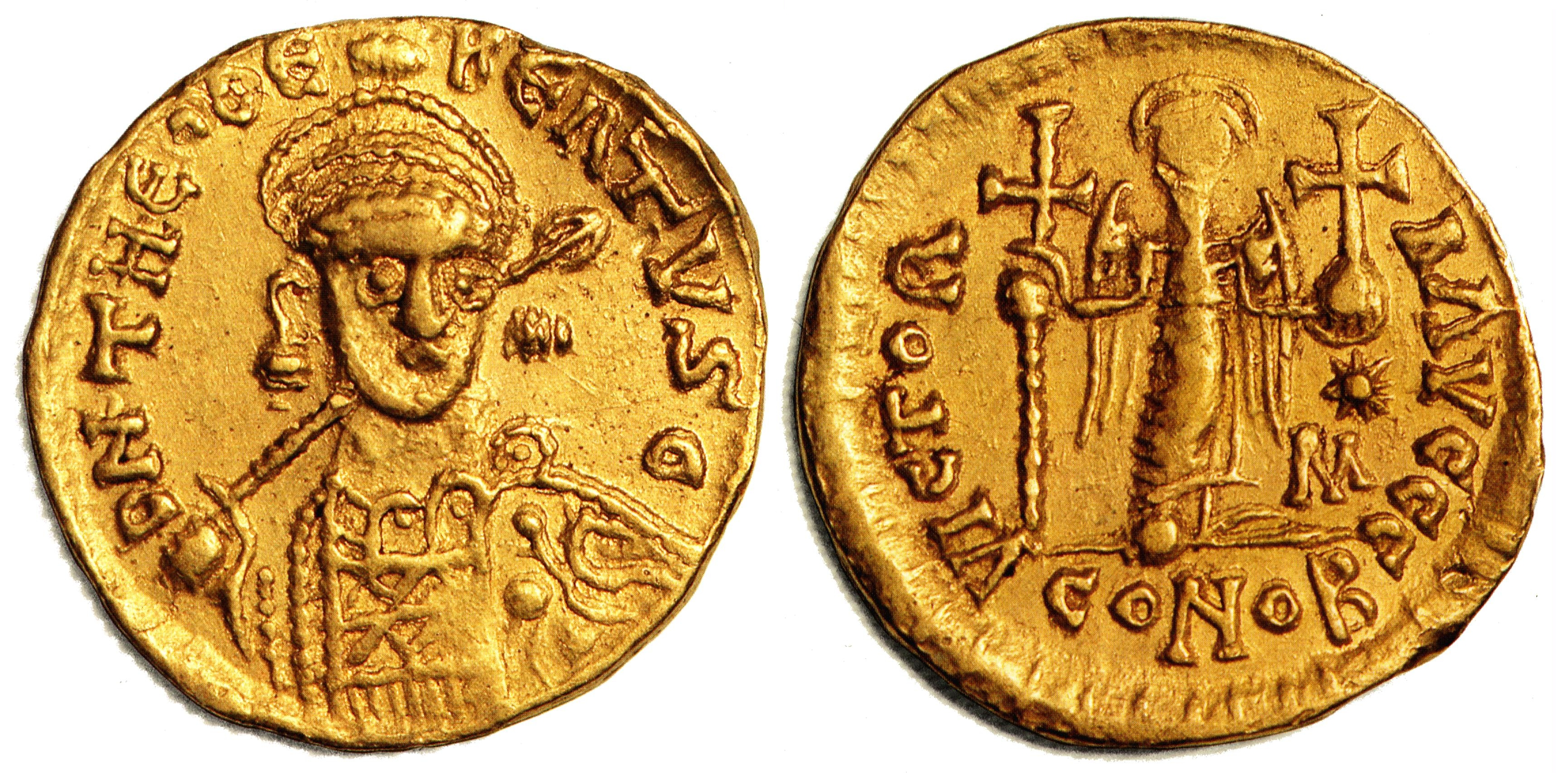
Gold-Solidus Theudeberts nach oströmischem Vorbild, um 545.

Deoteria (auch Deuteria) war eine romanische Aristokratin im 6. Jahrhundert. Sie war die Geliebte von Theudebert I. und die Mutter Theudebalds.
Deoteria entstammte einer adeligen gallo-romanischen Familie aus dem heutigen Südfrankreich. Aus ihrem Leben sind nur wenige Daten durch Gregor von Tours überliefert.
Sie begegnete Theudebert erstmals 532, als dieser sich anschickte, die nach dem Tod Chlodwigs I. an die Westgoten gefallene Festung Cabrières zurückzuerobern. Kurz zuvor hatte Theudebert die Festung Dio-et-Valquières nahe Béziers befreit und einen Boten nach Cabrières ausgesandt, um die Festung zur Kapitulation aufzufordern. Die Romanin führte in der Festung das Kommando, da ihr Ehemann vor den anrückenden austrischen Truppen Theodeberts in das noch von den Westgoten besetzte Béziers geflohen war. Frau und Tochter hatte er dabei in Cabrières zurückgelassen. Sie kapitulierte und erkannte Theudebert als Herrscher an. Der Franke zog kampflos in Cabrières ein und verliebte sich in Deoteria. Theudebert, seit 531 auf Veranlassung seines Vaters König Theuderichs I. mit der langobardischen Prinzessin Wisigarde verlobt, nahm die Romanin zu seiner Konkubine.
Nach dem Tod von Theudeberts Vater 533 fühlte dieser sich nicht mehr an seine Verlobung mit Wisigarde gebunden und ehelichte Deoteria. Die Romanin wurde kurzzeitig Königin von Austrasien. Aus dieser Verbindung ging um 537 Theudebald hervor. Auf erneuten politischen Druck hin verstieß Theudebert ebenfalls um 537 die Romanin und heiratet Wisigarde.
Gregor von Tours zufolge soll ein Grund für Theudeberts Trennung der Mord an Deoterias Tochter aus erster Ehe gewesen sein. Der Tour’schen Überlieferung nach hatte Deoteria bemerkt, dass ihre Tochter aus erster Ehe zu einer schönen jungen Frau herangewachsen war. Sie fürchtete nun, dass Theudebert das Mädchen begehren könnte. Sie ließ ihre Tochter bei Verdun in eine Basterna, eine geschlossene Maultiersänfte für Damen, setzen. Die Maultiere waren jedoch zuvor durch zwei Stiere ersetzt worden, die – außer Kontrolle geraten – das Gefährt bei einer Brücke verunglücken ließen. Deoterias Tochter ertrank in der Maas.
Nach 537 sind keine weiteren Informationen über Deoteria überliefert.